# Ulan (powiat)
Ulan (chiń. 乌兰县; pinyin: Wūlán Xiàn; tyb. ཝུའུ་ལན་རྫོང་, Wylie wu'u lan rdzong) – powiat w środkowych Chinach, w prowincji Qinghai, w prefekturze autonomicznej Haixi. W 2000 roku liczył 36 015 mieszkańców.